# Sonny Cullen
Anthony Sonny Cullen (* 10. Juli 1934 Dublin; † 8. August 1999 in Rush) war ein irischer Radrennfahrer und nationaler Meister im Radsport.

## Sportliche Laufbahn
Cullen war im Straßenradsport aktiv. Er war Teilnehmer der Olympischen Sommerspiele 1960 in Rom. Dort startete er im olympischen Straßenrennen und schied beim Sieg von Wiktor Kapitonow aus. 1963 siegte er in der nationalen Meisterschaft im Straßenrennen des Verbandes N.C.A. 1955 gewann er eine Etappe der Tour of Ireland. Die Jack Woodcock Memorial Trophy gewann er von 1955 bis 1957 sowie 1971. 1960 und 1961 war er im Etappenrennen Dun Laoghaire Three Day erfolgreich. Im Rás Tailteann gewann er 1962, 1963 und 1964 Etappen. Die Tour of Ulster gewann Cullen 1964.
Im zu Ehren wurde das Rennen Sonny Cullen Memorial begründet, ein Rennen im Bahnradsport.